# Franciszek Manthey
Franciszek Manthey, ps. Fr. Pelpliński, Fr. Świętojański, Fr. Borowski, ur. 19 kwietnia 1904 w Zaborowie, zm. 7 sierpnia 1971 w Hildesheim) – ksiądz, filozof, religiolog. 
W latach 1913–1921 kształcił się w gimnazjum w Brodnicy. W 1921 wstąpił do seminarium duchownego w Pelplinie, a następnie od 1924 roku studiował filozofię i germanistykę na Uniwersytecie Jana Kazimierza we Lwowie, uzyskując w 1927 doktorat filozofii. W 1928 roku przyjął święcenia kapłańskie. 
Od 1928 do 1936 roku był nauczycielem w Collegium Marianum  w Pelplinie. Od 1930 do 1939 roku oraz w latach 1946-1958 prowadził wykłady z teologii fundamentalnej i filozofii w Seminarium Duchownym w Pelplinie. Brał aktywny udział w pracach Wydziału Teologicznego TNT. W okresie drugiej wojny światowej pełnił kolejno obowiązki administratora parafii w Tucholi, Nowym Mieście Lubawskim i parafii św. Jana Toruniu. W 1952 otrzymał godność kanonika honorowego kapituły katedralnej pelplińskiej. 
W 1958 wyjechał do Niemiec, gdzie przebywał jego chory ojciec. Do kraju już nie powrócił. Za granicą pracował początkowo w szkolnictwie, w Münster, a od 1962 jako profesor ekumenizmu w Wyższym Seminarium Duchownym w Hildesheim.